# Donativo (Roma Antiga)
Donativo (em latim: donativum; pl. donativa) eram recompensas, em geral, monetárias, dadas aos soldados das legiões romanas ou da guarda pretoriana pelos imperadores romanos, em ocasiões especiais.
O propósito dos donativos variavam: alguns expressavam gratidão por favores recebidos, e outros eram dados na expectativa de recebimento de favores. Donativos eram normalmente dados no início de cada novo reinado. Durante o século II e III, esta forma de suborno tornou-se parte crucial de qualquer governo em Roma. Tal era o caso com muitos dos imperadores-soldados de 235 a 248. A guarda pretoriana, íntima à pessoa do imperador, era a maior ameaça à segurança. As coortes estacionadas eram rápidas para cometer assassinato. O donativo então provia uma formidável maneira de comprar o apoio e a lealdade dos guardas.